# Projekt 671RTM
Projekt 671RTM (v kódu NATO třída Victor III) je třída ponorek Sovětského námořnictva s jaderným pohonem. Jejich hlavním úkolem bylo ničení nepřátelských ponorek, zejména těch raketonosných. Ze 26 postavených ponorek zůstávají v aktivní službě pouze jednotky B-414 Daniil Moskovsky a B-448 Tambov.

## Stavba

Ilustrace ponorky třídy Victor III

Sovětské loděnice v Komsomolsku dodaly v letech 1978–1992 celkem 26 ponorek třídy Victor III.

## Konstrukce
Proti předcházející třídě měly ponorky Projektu 671RTM větší výtlak, delší trup a odlišnou výzbroj s elektronikou. Snížena byla rovněž hlučnost pohonného systému, která však i tak převyšovala soudobé americké typy. Lišily se též gondolou s pouzdrem vlečného sonaru, umístěnou na horním směrovém kormidle. Kapkovitý trup ponorek byl tvarován pro podhladinovou plavbu vysokou rychlostí. Největší hloubka ponoru dosahovala 400 metrů. Výzbroj tvořily čtyři 533mm torpédomety, ze kterých byla odpalována torpéda a protiponorkové / protilodní střely RPK-2 Viyuga (v kódu NATO SS-N-15 Starfish). Další dva 650mm torpédomety sloužily pro vypouštění těžkých torpéd a střel RPK-7 Veter (v kódu NATO SS-N-16 Stallion) či protizemních střel S-10 Granat (v kódu NATO SS-N-21 Sampson).
Pohonný systém tvořily dva tlakovodní jaderné reaktory VM-4T a dvě parní turbíny OK-300, roztáčející jeden osmilistý hlavní lodní šroub. Pro pomalou plavbu sloužily další dva dvoulisté šrouby. Nejvyšší rychlost byla 18 uzlů na hladině a 30 uzlů pod hladinou.